# دارن بکفورد
دارن بکفورد (انگلیسی: Darren Beckford؛ زادهٔ ۱۲ مهٔ ۱۹۶۷) بازیکن فوتبال اهل بریتانیا است.
از باشگاه‌هایی که در آن بازی کرده‌است می‌توان به باشگاه فوتبال پرستون نورث اند، باشگاه فوتبال اولدهام اتلتیک، باشگاه فوتبال فولام، باشگاه فوتبال بری، باشگاه فوتبال هارت آف میدلوتیان، باشگاه فوتبال بیکاپ بورو، باشگاه فوتبال ساوتپورت، باشگاه فوتبال منچستر سیتی، باشگاه فوتبال نیو سنتس، باشگاه فوتبال نوریچ سیتی، باشگاه فوتبال پورت ویل، و باشگاه فوتبال والسال اشاره کرد.
وی همچنین در تیم ملی فوتبال England U16 بازی کرده‌است.